# Prima Divisione Lazio 1950-1951
La Prima Divisione fu il massimo campionato regionale di calcio disputato nel Lazio nella stagione 1950-1951.

## Girone A

### Squadre partecipanti
| Squadra                                  | Città (provincia)          | Stagione precedente |
| ---------------------------------------- | -------------------------- | ------------------- |
| A.S. Aurelia                             | Roma                       |                     |
| S.S. Braccianese                         | Bracciano (Roma)           |                     |
| G.S. Aziendale F.A.T.M.E.                | Roma                       |                     |
| S.p.a. Ing. F.Fiorentini e C. Sez.Calcio | Roma                       |                     |
| S.S. Giammei Pantanella                  | Roma                       |                     |
| A.S. Guidonia                            | Guidonia Montecelio (Roma) |                     |
| U.C. Italia Nova Centocelle              | Roma                       |                     |
| C.R.A.L. Az.Agr. Maccarese               | Maccarese (Roma)           |                     |
| S.S. Rieti                               | Rieti                      |                     |
| G.S. Rinascimento                        | Roma                       |                     |
| S.S. Robur                               | Roma                       |                     |
| S.S. Romulea                             | Roma                       |                     |
| Subiaco                                  | Subiaco (Roma)             |                     |
| S.P. Tarquinia                           | Tarquinia (VT)             |                     |
| A.S. Tuscania                            | Tuscania (VT)              |                     |
| U.S. Viterbese                           | Viterbo                    |                     |

### Classifica finale
|  | Pos. | Squadra                | Pt | G  | V  | N | P  | GF | GS | DR  |
|  | ---- | ---------------------- | -- | -- | -- | - | -- | -- | -- | --- |
|  | 1.   | Romulea                | 54 | 30 | 25 | 4 | 1  | 66 | 14 | +52 |
|  | 2.   | F.A.T.M.E.             | 46 | 30 | 19 | 8 | 3  | 69 | 28 | +41 |
|  | 3.   | Italia Nova Centocelle | 42 | 30 | 18 | 6 | 6  | 73 | 27 | +46 |
|  | 4.   | F.Fiorentini e C.      | 42 | 30 | 19 | 4 | 7  | 75 | 36 | +39 |
|  | 5.   | Subiaco                | 41 | 30 | 19 | 3 | 8  | 55 | 34 | +21 |
|  | 6.   | Viterbese              | 36 | 30 | 15 | 6 | 9  | 68 | 41 | +27 |
|  | 7.   | Tarquinia              | 28 | 30 | 13 | 2 | 15 | 61 | 57 | +4  |
|  | 8.   | Giammei Pantanella     | 26 | 30 | 9  | 8 | 13 | 43 | 57 | -14 |
|  | 9.   | Maccarese              | 23 | 30 | 7  | 9 | 14 | 37 | 44 | -7  |
|  | 9.   | Tuscania               | 23 | 30 | 9  | 5 | 16 | 40 | 63 | -23 |
|  | 9.   | Rinascimento           | 23 | 30 | 10 | 3 | 17 | 43 | 69 | -26 |
|  | 12.  | Braccianese            | 22 | 30 | 7  | 8 | 15 | 47 | 70 | -23 |
|  | 13.  | Robur                  | 20 | 30 | 7  | 6 | 17 | 40 | 58 | -18 |
|  | 14.  | Aurelia                | 20 | 30 | 9  | 2 | 19 | 61 | 84 | -23 |
|  | 15.  | Rieti                  | 19 | 30 | 7  | 5 | 18 | 27 | 63 | -36 |
|  | 16.  | Guidonia               | 15 | 30 | 4  | 7 | 19 | 28 | 88 | -60 |

Legenda:
      Promosso in Promozione 1951-1952.
      Ammesso alle finali delle seconde.
Regolamento:
Due punti a vittoria, uno a pareggio, zero a sconfitta.
Pari merito in caso di pari punti.

## Girone B

### Squadre partecipanti
| Squadra                  | Città (provincia)      | Stagione precedente |
| ------------------------ | ---------------------- | ------------------- |
| A.S. Anzio               | Anzio (Roma)           |                     |
| S.S. Cynthia             | Genzano di Roma (Roma) |                     |
| G.S. Fiumicino           | Fiumicino (Roma)       |                     |
| S.S. Francesco Di Biagio | Terracina (LT)         |                     |
| A.S. Frascati            | Frascati (Roma)        |                     |
| Pol. Gaeta               | Gaeta (LT)             |                     |
| G.S. Italcable           | Roma                   |                     |
| U.S. Laurentino          | Roma                   |                     |
| A.S. Nettuno             | Nettuno (Roma)         |                     |
| A.S. Ostiense            | Roma                   |                     |
| S.S. Romana Elettricità  | Roma                   |                     |
| A.S. SPES                | Roma-Montesacro        |                     |
| TE.TI.                   | Roma                   |                     |
| S.S. Torpignattara       | Roma                   |                     |
| S.S. Veliterna           | Velletri (Roma)        |                     |

### Classifica finale
|  | Pos. | Squadra                | Pt | G  | V  | N  | P  | GF | GS | DR  |
|  | ---- | ---------------------- | -- | -- | -- | -- | -- | -- | -- | --- |
|  | 1.   | F. Di Biagio Terracina | 46 | 28 | 20 | 6  | 2  | 69 | 22 | +47 |
|  | 2.   | Frascati               | 43 | 28 | 19 | 5  | 4  | 64 | 24 | +40 |
|  | 3.   | Ostiense               | 34 | 27 | 12 | 10 | 5  | 67 | 37 | +30 |
|  | 4.   | SPES                   | 33 | 28 | 15 | 3  | 10 | 66 | 53 | +13 |
|  | 5.   | Romana Elettricità     | 32 | 28 | 11 | 10 | 7  | 52 | 38 | +14 |
|  | 6.   | TETI                   | 31 | 27 | 12 | 7  | 8  | 52 | 40 | +12 |
|  | 7.   | Nettuno                | 30 | 28 | 13 | 4  | 11 | 59 | 38 | +21 |
|  | 8.   | Italcable              | 29 | 28 | 11 | 7  | 10 | 46 | 49 | -3  |
|  | 9.   | Gaeta                  | 27 | 28 | 9  | 9  | 10 | 40 | 48 | -8  |
|  | 10.  | Torpignattara          | 24 | 28 | 11 | 2  | 15 | 53 | 63 | -10 |
|  | 10.  | Veliterna              | 24 | 28 | 9  | 6  | 13 | 37 | 54 | -17 |
|  | 12.  | Laurentino             | 22 | 28 | 8  | 6  | 14 | 34 | 57 | -23 |
|  | 13.  | Anzio                  | 21 | 28 | 6  | 9  | 13 | 41 | 56 | -15 |
|  | 14.  | Fiumicino              | 11 | 28 | 3  | 5  | 20 | 33 | 82 | -49 |
|  | 14.  | Cynthia                | 11 | 28 | 4  | 3  | 21 | 25 | 77 | -52 |

Legenda:
      Promosso in Promozione 1951-1952.
      Ammesso alle finali delle seconde.
Regolamento:
Due punti a vittoria, uno a pareggio, zero a sconfitta.
Pari merito in caso di pari punti.
Note:
TE.TI. Roma ed Ostiense una partita in meno.

## Girone C

### Squadre partecipanti
| Squadra                    | Città (provincia)     | Stagione precedente |
| -------------------------- | --------------------- | ------------------- |
| G.C. A.T.A.C.              | Roma                  |                     |
| A.S. Astrea                | Roma                  |                     |
| S.S. Cassino               | Cassino (FR)          |                     |
| Enalsport Alatri           | Alatri (FR)           |                     |
| S.G.S. Fortitudo           | Roma                  |                     |
| S.S. Humanitas             | Roma                  |                     |
| U.S. Isola Liri            | Isola del Liri (FR)   |                     |
| S.S. Italcola Gianni Sport | Roma                  |                     |
| S.S. Ludovisi              | Roma                  |                     |
| Pol. Murialdalbano         | Albano Laziale (Roma) |                     |
| A.S. Pontecorvo            | Pontecorvo (FR)       |                     |
| S.S. Saturnia              | Atina (FR)            |                     |
| A.S. Trasteverina          | Roma                  |                     |
| Pol. Trionfalminerva       | Roma                  |                     |
| U.S. Zagarolo              | Zagarolo (Roma)       |                     |

### Classifica finale
|  | Pos. | Squadra               | Pt | G  | V  | N  | P  | GF | GS | DR  |
|  | ---- | --------------------- | -- | -- | -- | -- | -- | -- | -- | --- |
|  | 1.   | Humanitas             | 44 | 28 | 19 | 6  | 3  | 88 | 23 | +65 |
|  | 2.   | Trionfalminerva       | 39 | 28 | 16 | 7  | 5  | 51 | 25 | +26 |
|  | 3.   | Astrea                | 37 | 28 | 14 | 9  | 5  | 60 | 29 | +31 |
|  | 3.   | Italcola Gianni Sport | 37 | 28 | 17 | 3  | 8  | 53 | 33 | +20 |
|  | 5.   | Cassino               | 36 | 28 | 15 | 6  | 7  | 48 | 36 | +12 |
|  | 6.   | ATAC                  | 35 | 28 | 16 | 3  | 9  | 49 | 23 | +26 |
|  | 7.   | Trasteverina          | 28 | 28 | 9  | 10 | 9  | 42 | 40 | +2  |
|  | 7.   | Isola Liri            | 28 | 28 | 13 | 2  | 13 | 51 | 70 | -19 |
|  | 9.   | Murialdalbano         | 27 | 28 | 13 | 1  | 14 | 54 | 45 | +9  |
|  | 10.  | Fortitudo             | 25 | 28 | 10 | 5  | 13 | 41 | 44 | -3  |
|  | 11.  | Zagarolo              | 22 | 28 | 8  | 6  | 14 | 24 | 50 | -26 |
|  | 12.  | Ludovisi              | 18 | 28 | 8  | 2  | 18 | 34 | 55 | -21 |
|  | 13.  | Pontecorvo            | 16 | 28 | 5  | 6  | 17 | 31 | 60 | -29 |
|  | 13.  | Saturnia              | 16 | 28 | 6  | 4  | 18 | 29 | 69 | -40 |
|  | 15.  | Enalsport Alatri      | 12 | 28 | 4  | 4  | 20 | 22 | 75 | -53 |

Legenda:
      Promosso in Promozione 1951-1952.
      Ammesso alle finali delle seconde.
Regolamento:
Due punti a vittoria, uno a pareggio, zero a sconfitta.
Pari merito in caso di pari punti.

## Gironi finali

### Qualificazioni tra le seconde classificate

#### Classifica finale
|  | Pos. | Squadra         | Pt | G | V | N | P | GF | GS | DR |
|  | ---- | --------------- | -- | - | - | - | - | -- | -- | -- |
|  | 1.   | Frascati        | 3  | 2 | 1 | 1 | 0 | 2  | 0  | +2 |
|  | 2.   | FATME           | 2  | 2 | 1 | 0 | 1 | 2  | 3  | -1 |
|  | 3.   | Trionfalminerva | 1  | 2 | 0 | 1 | 1 | 1  | 2  | -1 |

Legenda:
      Promosso in Promozione 1951-1952.
Regolamento:
Due punti a vittoria, uno a pareggio, zero a sconfitta.
Pari merito in caso di pari punti.

#### Risultati
| 17 giugno 1951 | Trionfalminerva | 0 – 0 | Frascati |  |

| 24 giugno 1951 | Frascati | 2 – 0 | FATME |  |

| 29 giugno 1951 | FATME | 2 – 1 | Trionfalminerva |  |

### Titolo regionale

#### Classifica finale
|  | Pos. | Squadra             | Pt | G | V | N | P | GF | GS | DR |
|  | ---- | ------------------- | -- | - | - | - | - | -- | -- | -- |
|  | 1.   | Humanitas           | 3  | 2 | 1 | 1 | 0 | 7  | 2  | +5 |
|  | 2.   | Francesco Di Biagio | 2  | 2 | 1 | 0 | 1 | 2  | 6  | -4 |
|  | 3.   | Romulea             | 1  | 2 | 0 | 1 | 1 | 1  | 2  | -1 |

Legenda:
       Campione laziale di Prima Divisione 1950-1951.
Regolamento:
Due punti a vittoria, uno a pareggio, zero a sconfitta.
Pari merito in caso di pari punti.

#### Risultati
| 10 giugno 1951 | Di Biagio | 1 – 0 | Romulea |  |

| 17 giugno 1951 | Romulea | 1 – 1 | Humanitas |  |

| 24 giugno 1951 | Humanitas | 6 – 1 | Di Biagio |  |

### Giornali
- Archivio della Gazzetta dello Sport, stagione 1950-1951, consultabile presso le Biblioteche:
  - Biblioteca Nazionale Braidense di Milano,
  - Biblioteca Nazionale Centrale di Firenze,
  - Biblioteca Nazionale Centrale di Roma,
  - Biblioteca Civica Berio di Genova,
  - e presso Emeroteca del C.O.N.I. di Roma (non è online ma è da consultare in sede).
- Il Corriere dello sport di Roma (edizione di Roma) della stagione 1950-1951 consultabile presso l'Emeroteca del C.O.N.I. di Roma e online a mezzo ricerca avanzata, dal sito coninet.it.